# Thalattosauridae

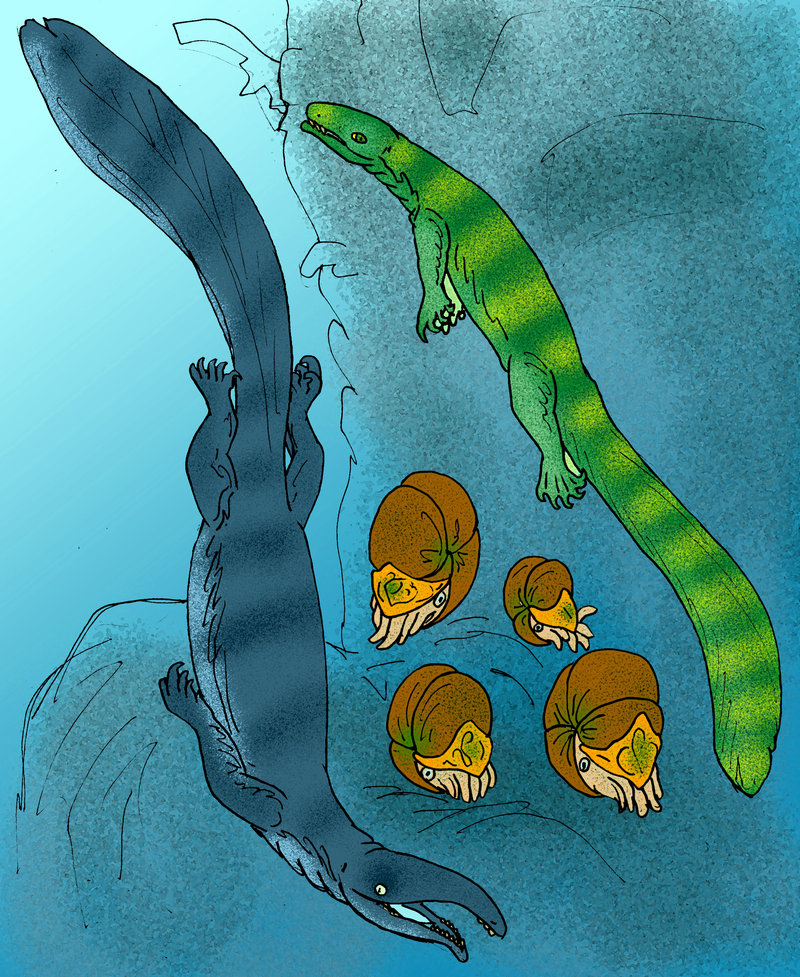
Representación del Thalattosaurus alexandrae (izquierda) y Nectosaurus halinus (derecha)

Thalattosauroidea es una superfamilia de thalattosauridos, un grupo de reptiles marinos del Triásico. Fue nombrado en 1904 por el paleontólogo John Campbell Merriam para incluir el género Thalattosaurus de California. Los thalattosauroideos son uno de dos grupos de Thalattosauria, siendo el otro Askeptosauroidea. Thalattosauroideos conforman los thalattosauridos "tradicionales" con grandes hocicos doblados hacia abajo, cuellos cortos y colas como remos largos.